# Окно (альманах)
«Окно» — литературно-художественный журнал альманашного типа, основанный в 1923 году в Париже Михаилом Осиповичем Цетлиным и посвящённый поэзии, прозе и мемуаристике.
Михаил Осипович Цетлин редактировал «Окно» вместе со своей женой, Марией Тумаркиной. Александр Куприн так отозвался о первом номере: «1-й нумер „Окна“ появился на свет здоровым и бодрым. Пусть живет!». В журнале принимали участие Бунин, Бальмонт, Зинаида Гиппиус, Марина Цветаева, Александр Куприн, Борис Зайцев, Иван Шмелёв и др. В частности, во втором и в третьем номере «Окна» была впервые опубликована книга Шмелёва «Солнце мёртвых».
Просуществовал альманах «Окно» всего год, и вышло всего лишь три его номера. По мнению Глеба Струве, «высококультурное и хорошо поданное издание дублировало „Современные Записки“, и этим объясняется его преждевременная смерть». Чуть по-другому расставляет акценты современный исследователь: «После выхода трех номеров „Окно“ вынуждены были закрыть, чтобы не создавать конкуренции „Современным запискам“». К тому же Михаил Цетлин и сам работал в «Современных записках», вёл там отдел критики, и с двумя журналами просто не мог управиться.
В 2007 году Анатолием Кудрявицким, дальним родственником Цетлина, был основан выходивший два раза в год сетевой журнал «Окно», позиционированный как возобновление существовавшего в 1923 году альманаха и просуществовавший до 2014 года.